# 李儒
李 儒（り じゅ、生没年不詳）は、中国の後漢末の政治家。

## 経歴
董卓が洛陽に入った頃にはすでに朝廷に仕えており、弘農王（少帝）劉弁の郎中令に就いており、董卓の命を受けて廃された弘農王に毒薬を飲ませて殺害したと記されている。
董卓を殺害した王允らを討ち取った李傕から侍中に推薦された。しかし、かつて異母兄を李儒に弑されたことで献帝から「弑逆の罪」によって粛清されかかり、李傕の取り成しを得て、生き延びている。
『漢郃陽令曹全紀功碑』（曹全碑）は司隷・馮翊郡郃陽県の県令曹全を称えるため185年に建てられたものであるが、そこに同県の学者として徴博士の李儒（字は文優）が見え、『後漢紀』に李儒が博士であるという記録が見えることから、同一人物の可能性がある。

## 演義の李儒
小説『三国志演義』では董卓の娘婿として登場する。董卓が洛陽を支配した後に、弁皇子の殺害及び献帝の擁立や、諸侯による董卓討伐軍が洛陽に迫ったことへの対策として長安への遷都など、董卓に対し悪政の進言を積極的に行い、董卓を追撃した曹操を徐栄とともに迎え撃つなど、董卓の知恵袋として活躍する。
また、王允の「連環の計」にも勘付いて、呂布との対立を深める董卓を諫めるも聞き入れられず、「我々全員は女（貂蝉）の手に掛かって死ぬのか」と嘆いている。李儒の最期は董卓が暗殺されたとき、王允によって連座されて捕らえられ、四つ裂き刑にされた。